# Fínikas (Attique)
Fínikas (grec moderne : Φοίνικας) est une localité située dans le dème de Spáta-Artémida, dans le district régional d'Attique-de-l'Est, dans la périphérie d'Attique, en Grèce.
Selon le recensement de 2021, elle compte 153 habitants.